# Adélie Valley
Adélie Valley är en undervattensdal i Antarktis. Den ligger i havet utanför Östantarktis. Australien och Frankrike gör anspråk på området.